# Острув (гміна Александрув)
Острув (пол. Ostrów) — село в Польщі, у гміні Александрув Пйотрковського повіту Лодзинського воєводства. Населення — 71 особа (2011).
У 1975—1998 роках село належало до Пйотрковського воєводства.

## Демографія
Демографічна структура станом на 31 березня 2011 року:
|          | Загалом | Допрацездатний вік | Працездатний вік | Постпрацездатний вік |
| -------- | ------- | ------------------ | ---------------- | -------------------- |
| Чоловіки | 35      | 5                  | 26               | 4                    |
| Жінки    | 36      | 6                  | 17               | 13                   |
| Разом    | 71      | 11                 | 43               | 17                   |